# Украинский рок
Украинский рок — культурно-музыкальное и общественно-политическое явление, возникшее на Украине в 1960-е годы под влиянием мировой музыки.

## История

### 1960-е годы
В 1966 году в противовес официально поддерживаемой эстрадной музыке, а также джазу, в Киеве появилась рок-музыка в лице битников, исполняющих свои песни в англо-американской манере. Наиболее известными представителями такого подхода были группы «Онсе», «Однажды», «Второе Дыхание», «Красные Дьяволята».
В 1968 году в Киеве прошёл первый конкурс вокально-инструментальных ансамблей «Биг-бит», длившийся семь дней и собравший более пятидесяти коллективов. Победителями стали ансамбли «Эолика» (Рига), «Второе Дыхание» (Киев), «Авангард» (Харьков), «Садко» (Киев). Однако новых рок-конкурсов и фестивалей не последовало, а репертуарная политика развлекательных заведений привела к переходу только сформировавшихся рок-музыкантов в вокально-инструментальные ансамбли с изменившимися названиями и репертуаром.

## Центры развития
Двумя основными центрами развития украинского рока являются Киев и Львов, хотя большим количеством рок-групп могут похвалиться и многие другие области Западной и Восточной Украины. И если особая роль Киева связана со статусом столицы, то Львов дал наибольшее количество популярных рок-исполнителей, таких как «Океан Ельзи», «999», «Мертвий Півень», «Плач Єремії», «Брати Гадюкіни» и прочих.

## Направления украинского рока
В поэзии украинских рок-музыкантов выделяются интимная, философская и гражданская лирика.
Среди музыкальных направлений украинского рока можно отметить классические рок-н-ролл и рок-панк, этнический рок, британский поп-рок, фанк-рок, тяжёлый рок, альтернативный рок, гранж, инструментальный рок.
Украину можно считать одним из основоположников такого нехарактерного для советской рок-музыки стиля, как арт-рок. Николаевская группа "Диалог" одной из первых в СССР (наряду с московским "Високосным Летом") в начале 80-х начала исполнять концептуальные рок-сюиты на стихи известных советских поэтов («Однажды завтра» на стихи С. Кирсанова, «Посредине мира» на стихи А.Тарковского и др.)
Самыми распространенными языками украинского рока являются украинский (в основном во Львове и Киеве) и русский ( Одесса, Крым, Донбасс) языки. Замечено, что украинский язык используют чаще всего фолк-группы и некоторые другие, основой творчества которых является активная гражданская позиция и украинский патриотизм (Вопли Видоплясова, Океан Ельзи, Тартак), в то время как русский язык используют пророссийски настроенные или аполитичные группы (Братья Карамазовы, Fleur, Гражданин топинамбур). Как и во всём мире, часть молодых групп направлена на международную сцену и использует английский язык, в основном это представители «тяжелого» (Datura, Khors, Tangorodream) и альтернативного (Kimberley, Mushmellow, PICK-UP) рока.
Среди украинских рок-музыкантов встречаются и либерал-демократы (Святослав Вакарчук, Андрей Хлывнюк) и националисты-патриоты (Олег Скрипка), и пророссийские рокеры.

## Лучшие песни украинского рока за последние 25 лет.(1988—2013 г.г.)
По версии всеукраинского рок-портала rock-ua были определены 50 лучших композиций украинской рок-сцены за последние 25 лет (с 1988 г. по 2013 г.):
1. Воплі Відоплясова — «Весна».
2. Плач Єремії — «Вона».
3. Океан Ельзи — «Квітка».
4. Чиста криниця — «Залишайся українцем».
5. Друга Ріка — «Впусти».
6. Green Grey — «Эмигрант».
7. Скрябін — «Нікому то не треба».
8. Океан Ельзи — «Майже весна».
9. Воплі Відоплясова — «День народження».
10. Океан Ельзи — «Відпусти».
11. Братья Карамазовы — «Маленькая стая».
12. Мандри[укр.] — «Русалки».
13. Брати Гадюкіни — «Файне місто Тернопіль».
14. Танок на майдані Конґо — «Вода».
15. Lama (группа) — «Мені так треба».
16. Друга Ріка — «Там де ти».
17. Океан Ельзи — «Друг ч.2».
18. Скрябін — «Спи собі сама».
19. Океан Ельзи — «Коко Шанель».
20. Табула Раса — «Шейк „Шей, шей“».
21. Скрябін — «Старі фотографії».
22. Океан Ельзи — «Не питай».
23. Воплі Відоплясова — «Країна мрій».
24. С.К.А.Й. — «Тебе це може вбити».
25. Марія Бурмака — «Скло».
26. Брати Гадюкіни — «Дівчина з Коломиї».
27. Green Grey — «Под дождем».
28. Океан Ельзи — «Той день».
29. Океан Ельзи — «Все буде добре».
30. Табула Раса — «Сказка про май».
31. Воплі Відоплясова — «Танці».
32. Океан Ельзи — «Без бою».
33. ТОЛ — «Хто я?».
34. Брати Гадюкіни — «Ми хлопці з Бандерштадту».
35. Табула Раса — «Любимая машина».
36. Скрябін — «Фото (брудна як ангел)».
37. Океан Ельзи — «Там, де нас нема».
38. Танок на майдані Конґо — «Зачекай».
39. Океан Ельзи — «Кавачай».
40. Кому вниз — «Розрита могила».
41. Океан Ельзи — «Коли тебе нема».
42. Lama (группа) — «Знаєш як болить?».
43. ТіК — «Апрєль».
44. Тартак — «Я не знаю».
45. Крихітка Цахес — «Вменеємен».
46. Esthetic Education — «Machine».
47. Мандри[укр.] — «Ніжна королева».
48. Mad Heads — «Надія є».
49. Гайдамаки (группа) — «Божественна тромпита».